# Arina Rodionovová
Arina Rodionovová (rusky Арина Ивановна Родионова, Arina Ivanovna Rodionova, * 15. prosince 1989 Tambov) je australská profesionální tenistka, která do roku 2014 reprezentovala rodné Rusko. Starší sestra Anastasia Rodionovová je také profesionální tenistka. Ve své dosavadní kariéře na okruhu WTA Tour vyhrála jeden turnaj ve čtyřhře poté, co prvních šest finále prohrála. V sérii WTA 125 vybojovala jednu deblovou trofej. V rámci okruhu ITF získala šestnáct titulů ve dvouhře a čtyřicet dva ve čtyřhře.
Na žebříčku WTA byla ve dvouhře nejvýše klasifikována v únoru 2024 na 97. místě a ve čtyřhře v červenci 2015 na 41. místě. Ve 34 letech a 52 dnech se stala historicky nejstarší debutantkou v Top 100, když do první světové stovky poprvé pronikla 5. února 2024.
V juniorském tenise vyhrála s Ruskou Jevgenijí Rodinovou čtyřhru na Australian Open 2007. Mezi ženami se pak se sestrou probojovala do čtvrtfinále deblové soutěže Australian Open 2016, v němž je vyřadily Číňanky Sü I-fan s Čeng Saj-saj.
V australském týmu Billie Jean King Cupu debutovala v roce 2016 utkáním 2. světové skupiny proti Slovensku, v němž prohrála úvodní dvouhru s Annou Karolínou Schmiedlovou. Australanky zvítězily 3:2 na zápasy. V následné světové baráži proti Spojeným státům odešla po boku Gavrilovové poražena ze čtyřhry. Do roku 2025 v soutěži nastoupila ke třem mezistátním utkáním s bilancí 1–1 ve dvouhře a 0–1 ve čtyřhře.
Austrálii reprezentovala na Letních olympijských hrách 2016 v Riu de Janeiru, kde v ženské čtyřhře nastoupila se sestrou Anastasií Rodionovovou. V úvodním kole uhrály jen tři gemy na pozdější ruské olympijské vítězky Jekatěrinu Makarovovou a Jelenu Vesninovou.

## Tenisová kariéra
V rámci hlavních soutěží událostí okruhu ITF debutovala v červenci 2004, když na turnaji v Krasnoarmejsku s dotací 10 tisíc dolarů vypadla v úvodním kole s krajankou Světlanou Mossjakovovou.
Na okruhu WTA Tour debutovala čtyřhrou na květnovém Estoril Open 2007, kde startovala s Kazaškou Aminou Rachimovou. Ve čtvrtfinále podlehly pozdějším vítězkám Andreee Ehritt-Vancové a Anastasii Rodionovové. Premiérové finále na okruhu WTA Tour odehrála na únorovém Malaysian Open 2010, kde v deblové soutěži prohrála se sestrou tchajwansko-čínské dvojici Čan Jung-žan a Čeng Ťie. Následovala šňůra pěti finálových porážek ze čtyřhry, než získala první trofej. Na únorovém Thailand Open 2020 v Hua Hinu triumfovala s Australankou Storm Sandersovou po finálovém vítězství nad Haasovou s Perezovou.
Debut v hlavní soutěži nejvyšší grandslamové kategorie přišel v ženském deblu French Open 2010 po boku sestry Anastasie Rodionovové. V úvodním kole dohrály na raketách rumunsko-amerického páru Edina Gallovitsová-Hallová a Melanie Oudinová. První singlový start na majorech následoval na Australian Open 2011 po zvládnuté tříkolové kvalifikaci. V prvním utkání dvouhry však nenašla recept na britskou kvalifikantku Anne Keothavongovou.

## Finále na okruhu WTA Tour

### Čtyřhra: 7 (1–6)
| Legenda                           |
| --------------------------------- |
| Grand Slam (0)                    |
| Turnaj mistryň (0)                |
| Premier Mandatory & Premier 5 (0) |
| Premier (0)                       |
| International (1–6)               |

| Stav       | č. | datum             | turnaj                     | kategorie     | povrch    | spoluhráčka                 | soupeřky ve finále                    | výsledek              |
| ---------- | -- | ----------------- | -------------------------- | ------------- | --------- | --------------------------- | ------------------------------------- | --------------------- |
| Finalistka | 1. | 28. února 2010    | Kuala Lumpur, Malajsie     | International | tvrdý     | Anastasia Rodionovová       | Čan Jung-žan Čeng Ťie                 | 7–6(7–4), 2–6, [7–10] |
| Finalistka | 2. | 14. září 2014     | Hongkong, Čína             | International | tvrdý     | Patricia Mayr-Achleitnerová | Karolína Plíšková Kristýna Plíšková   | 2–6, 6–2, [10–12]     |
| Finalistka | 3. | 8. března 2015    | Monterrey, Mexiko          | International | tvrdý     | Anastasia Rodionovová       | Gabriela Dabrowská Alicja Rosolská    | 3–6, 6–2, [3–10]      |
| Finalistka | 4. | 26. února 2017    | Budapešť, Maďarsko         | International | tvrdý (h) | Galina Voskobojevová        | Sie Šu-wej Oxana Kalašnikovová        | 3–6, 6–4, [4–10]      |
| Finalistka | 5. | 30. července 2017 | Nan-čchang, Čína           | International | tvrdý     | Alla Kudrjavcevová          | Ťiang Sin-jü Tchang Čchien-chuej      | 3–6, 2–6              |
| Finalistka | 6. | 16. června 2019   | Nottingham, Velká Británie | International | tráva     | Ellen Perezová              | Desirae Krawczyková Giuliana Olmosová | 6–7(5–7), 5–7         |
| Vítězka    | 2. | 17. února 2020    | Hua Hin, Thajsko           | International | tvrdý     | Storm Sandersová            | Barbara Haasová Ellen Perezová        | 6–3, 6–3              |

## Finále série WTA 125

### Čtyřhra: 1 (1–0)
| Legenda       |
| ------------- |
| WTA 125 (1–0) |

| Stav    | č. | datum         | turnaj        | povrch | spoluhráčka    | soupeřky ve finále          | výsledek              |
| ------- | -- | ------------- | ------------- | ------ | -------------- | --------------------------- | --------------------- |
| Vítězka | 1. | listopad 2014 | Ning-po, Čína | tvrdý  | Olga Savčuková | Chan Sin-jün Čang Kchaj-lin | 4–6, 7–6(7–2), [10–6] |

## Tituly na okruhu ITF
| Dotace turnajů okruhu ITF | Dotace turnajů okruhu ITF |
| ------------------------- | ------------------------- |
| 100 000 $ tournaments     | 80 000 $ tournaments      |
| 75 000 $ tournaments      | 60 000 $ tournaments      |
| 50 000 $ tournaments      | 25 000 $ tournaments      |
| 15 000 $ tournaments      | 10 000 $ tournaments      |

### Dvouhra (16 titulů)
| Č.  | datum         | turnaj                         | povrch      | poražená finalistka          | výsledek         |
| --- | ------------- | ------------------------------ | ----------- | ---------------------------- | ---------------- |
| 1.  | duben 2005    | Minsk, Bělorusko               | koberec (h) | Alexandra Maljarčikovová     | 6–0, 6–2         |
| 2.  | srpen 2006    | Moskva, Rusko                  | antuka      | Julia Kalabinová             | 3–6, 6–2, 6–1    |
| 3.  | květen 2009   | Moskva, Rusko                  | antuka      | Anastasija Poltoracká        | 7–6(7–4), 6–4    |
| 4.  | červen 2009   | Buchara, Uzbekistán            | tvrdý       | Nikola Hofmanová             | 6–3, 6–2         |
| 5.  | únor 2010     | Burnie, Austrálie              | tvrdý       | Jarmila Gajdošová            | 6–1, 6–0         |
| 6.  | listopad 2012 | Bendigo, Austrálie             | tvrdý       | Olivia Rogowská              | 6–4, 7–5         |
| 7.  | říjen 2013    | Perth, Austrálie               | tvrdý       | Irina Falconiová             | 7–5, 6–4         |
| 8.  | únor 2016     | Perth, Austrálie               | tvrdý       | Aryna Sabalenková            | 6–1, 6–1         |
| 9.  | duben 2018    | Óbidos, Portugalsko            | koberec     | Pemra Özgenová               | 6–3, 6–2         |
| 10. | únor 2023     | Swan Hill, Austrálie           | tráva       | Maddison Inglisová           | 6–4, 6–3         |
| 11. | duben 2023    | Nottingham, Spojené království | tvrdý       | Arianne Hartonová            | 6–2, 6–1         |
| 12. | duben 2023    | Nottingham, Spojené království | tvrdý       | Amarni Banksová              | 6–4, 4–6, 6–2    |
| 13. | srpen 2023    | Barcelona, Španělsko           | tvrdý       | Valeria Savinychová          | 6–4, 5–7, 6–1    |
| 14. | říjen 2023    | Edmonton, Kanada               | tvrdý (h)   | Lesley Pattinama Kerkhoveová | 6–3, 7–5         |
| 15. | listopad 2023 | Lousada, Portugalsko           | tvrdý (h)   | Robin Andersonová            | 1–6, 6–3, 6–4    |
| 16. | prosinec 2023 | Trnava, Slovensko              | tvrdý (h)   | Kristina Mladenovicová       | 7–6(1), 5–7, 6–1 |

### Čtyřhra (42 titulů)
| Č.  | datum         | turnaj                                  | povrch    | spoluhráčka              | poražené finalistky                          | výsledek              |
| --- | ------------- | --------------------------------------- | --------- | ------------------------ | -------------------------------------------- | --------------------- |
| 1.  | duben 2006    | Putignano, Itálie                       | tvrdý     | Anastasia Rodionovová    | Ivana Abramovićová Maria Abramovićová        | 1–6, 6–1, 7–5         |
| 2.  | srpen 2006    | Moskva, Rusko                           | antuka    | Anastasija Poltoracká    | Anastasija Pivovarovová Julia Solonická      | 6–0, 6–2              |
| 3.  | září 2006     | Gliwice, Polsko                         | antuka    | Veronika Kapšajová       | Carmen Klaschková Justine Ozgová             | 6–4, 7–5              |
| 4.  | červenec 2007 | Dnipropetrovsk, Ukrajina                | antuka    | Amina Rachimová          | Ivana Abramovićová Maria Abramovićová        | 7–5, 4–6, 6–2         |
| 5.  | říjen 2007    | Podolsk, Rusko                          | tvrdý (h) | Vasilisa Davidovová      | Nina Bratčikovová Anastasija Poltoracká      | 6–3, 6–0              |
| 6.  | duben 2009    | Jackson, Spojené státy                  | antuka    | Monique Adamczaková      | Laura Granvilleová Riza Zalamedová           | 6–3, 6–4              |
| 7.  | květen 2009   | Moskva, Rusko                           | antuka    | Marija Kondratěvová      | Julija Kalabinová Marta Sirotkinová          | 7–5, 6–1              |
| 8.  | srpen 2009    | Moskva, Rusko                           | antuka    | Jekatěrina Lopesová      | Veronika Kapšajová Melanie Klaffnerová       | 6–2, 6–2              |
| 9.  | srpen 2009    | Moskva, Rusko                           | antuka    | Jekatěrina Lopesová      | Valeria Savinychová Marina Šamajková         | 6–3, 6–3              |
| 10. | říjen 2009    | Granada, Španělsko                      | tvrdý     | Nina Bratčikovová        | Betina Jozamiová Valeria Savinychová         | 6–1, 3–6, [10–6]      |
| 11. | prosinec 2009 | Bendigo, Austrálie                      | tvrdý     | Irena Pavlovicová        | Jocelyn Raeová Emelyn Starrová               | 6–3, 7–6(7–3)         |
| 12. | únor 2010     | Burnie, Austrálie                       | tvrdý     | Jessica Mooreová         | Tímea Babosová Anna Arina Marenková          | 6–1, 6–4              |
| 13. | květen 2011   | Praha, Česko                            | antuka    | Darja Kustovová          | Olga Savčuková Lesja Curenková               | 2–6, 6–1, 7–5         |
| 14. | únor 2012     | Burnie, Austrálie                       | tvrdý     | Melanie Southová         | Stephanie Bengsonová Tyra Calderwoodová      | 6–2, 6–2              |
| 15. | únor 2012     | Sydney, Austrálie                       | tvrdý     | Melanie Southová         | Tuan Jing-jing Chan Sin-jün                  | 3–6, 6–3, [10–8]      |
| 16. | srpen 2012    | Moskva, Rusko                           | antuka    | Valerija Solovjovová     | Jevgenija Paškovová Anastasija Vasyljevová   | 6–3, 6–3              |
| 17. | září 2012     | Las Vegas, Spojené státy                | tvrdý     | Anastasia Rodionovová    | Jelena Bovinová Edina Gallovits-Hallová      | 6–2, 2–6, [10–6]      |
| 18. | říjen 2012    | Troy, Spojené státy                     | tvrdý     | Angelina Gabujevová      | Sharon Fichmanová Marie-Ève Pelletierová     | 4–6, 4–6              |
| 19. | říjen 2012    | Traralgon, Austrálie                    | tvrdý     | Cara Blacková            | Ashleigh Bartyová Sally Peersová             | 2–6, 7–6(9–7), [10–8] |
| 20. | duben 2013    | Pelham, Spojené státy                   | antuka    | Ashleigh Bartyová        | Kchao Šao-jüan Lee Hua-chen                  | 6–4, 6–2              |
| 21. | říjen 2013    | Margaret River, Austrálie               | tvrdý     | Noppavan Lertčívakarnová | Monique Adamczaková Tammi Pattersonová       | 6–2, 3–6, [10–8]      |
| 22. | květen 2014   | Gifu, Japonsko                          | tvrdý     | Jarmila Gajdošová        | Misaki Doiová Sie Šu-jing                    | 6–3, 6–3              |
| 23. | květen 2014   | Kurume, Japonsko                        | tráva     | Jarmila Gajdošová        | Džunri Namigatová Akiko Jonemurová           | 6–4, 6–2              |
| 24. | červen 2014   | Nottingham, Velká Británie              | tráva     | Jarmila Gajdošová        | Verónica Cepede Roygová Stephanie Vogtová    | 7–6(7–0), 6–1         |
| 25. | březen 2016   | Canberra, Austrálie                     | antuka    | Ashleigh Bartyová        | Kanae Hisamiová Varatčaja Vongteančajová     | 6–4, 6–2              |
| 26. | březen 2016   | Canberra, Austrálie                     | antuka    | Ashleigh Bartyová        | Eri Hozumiová Miju Katová                    | 5–7, 6–3, [10–7]      |
| 27. | květen 2016   | Tunis, Tunisko                          | antuka    | Valeryja Strachovová     | Irina Chromačovová İpek Soyluová             | 6–1, 6–2              |
| 28. | říjen 2016    | Bendigo, Austrálie                      | tvrdý     | Asia Muhammadová         | Šúko Aojamová Risa Ozakiová                  | 6–4, 6–3              |
| 29. | listopad 2017 | Canberra, Austrálie                     | tvrdý     | Asia Muhammadová         | Jessica Mooreová Ellen Perezová              | 6–4, 6–4              |
| 30. | červenec 2018 | Granby, Kanada                          | tvrdý     | Ellen Perezová           | Erika Semaová Aiko Jošitomiová               | 7–5, 6–4              |
| 31. | srpen 2018    | Landisville, Spojené státy              | tvrdý     | Ellen Perezová           | Čchen Pchej-süan Wu Fang-sien                | 6–0, 6–2              |
| 32. | říjen 2018    | Bendigo, Austrálie                      | tvrdý     | Ellen Perezová           | Eri Hozumiová Risa Ozakiová                  | 7–5, 6–1              |
| 33. | listopad 2018 | Canberra, Austrálie                     | tvrdý     | Ellen Perezová           | Destanee Aiavová Naiktha Bainsová            | 6–7(5–7), 6–3, [10–7] |
| 34. | leden 2019    | Burnie, Austrálie                       | tvrdý     | Ellen Perezová           | Irina Chromačovová Maryna Zanevská           | 6–4, 6–3              |
| 35. | únor 2019     | Shrewsbury, Velká Británie              | tvrdý     | Yanina Wickmayerová      | Freya Christieová Valerija Savinychová       | 6–2, 7–5              |
| 36. | květen 2019   | Řím, Itálie                             | antuka    | Storm Sandersová         | Gabriela Céová Cristina Dinuová              | 6–2, 6–3              |
| 37. | květen 2019   | La Bisbal d'Empordà, Španělsko          | antuka    | Storm Sandersová         | Dalma Gálfiová Georgina García Pírezová      | 6–4, 6–4              |
| 38. | květen 2021   | Charlottesville, Spojené státy americké | antuka    | Anna Danilinová          | Erin Routliffeová Aldila Sutjiadiová         | 6–1, 6–3              |
| 39. | říjen 2021    | Les Franqueses del Vallès, Španělsko    | tvrdý     | Irina Chromačovová       | Susan Bandecchiová Eden Silvaová             | 2–6, 6–3, [10–6]      |
| 40. | únor 2022     | Canberra, Austrálie                     | tvrdý     | Asia Muhammadová         | Alison Baiová Jaimee Fourlisová              | 6–3, 3–6, [10–6]      |
| 41. | únor 2022     | Canberra, Austrálie                     | tvrdý     | Asia Muhammadová         | Alison Baiová Jaimee Fourlisová              | 7–6(2), 7–6(5)        |
| 42. | duben 2022    | Canberra, Austrálie                     | antuka    | Ankita Rainová           | Alana Parnabyová Fernanda Contreras Gómezová | 4–6, 6–2, [11–9]      |

## Postavení na konečném žebříčku WTA

### Dvouhra
| Rok    | 2005 | 2006   | 2007   | 2008   | 2009   | 2010   | 2011   | 2012   | 2013   | 2014   | 2015   | 2016   | 2017   | 2018   | 2019   | 2020   | 2021   | 2022   | 2023   | 2024 |
| Pořadí | 779. | ▲ 506. | ▲ 322. | ▲ 285. | ▲ 204. | ▲ 185. | ▼ 238. | ▼ 269. | ▲ 201. | ▼ 260. | ▼ 333. | ▲ 184. | ▲ 117. | ▼ 168. | ▼ 203. | ▲ 168. | ▲ 152. | ▼ 297. | ▲ 148. |      |

### Čtyřhra
| Rok    | 2005 | 2006   | 2007   | 2008   | 2009   | 2010  | 2011   | 2012   | 2013   | 2014  | 2015  | 2016  | 2017  | 2018  | 2019  | 2020  | 2021  | 2022   | 2023   | 2024 |
| Pořadí | 812. | ▲ 338. | ▲ 173. | ▲ 108. | ▲ 103. | ▲ 95. | ▼ 121. | ▲ 109. | ▼ 151. | ▲ 62. | ▲ 56. | ▼ 82. | ▼ 88. | ▼ 96. | ▼ 97. | ▲ 69. | ▲ 64. | ▼ 252. | ▼ 623. |      |